# اسپنسر (فیلم)
اسپنسر (انگلیسی: Spencer) فیلمی در ژانر درام زندگی‌نامه‌ای به کارگردانی پابلو لارائین و نویسندگی استیون نایت است که در سال ۲۰۲۱ منتشر شد. این فیلم بر پایهٔ سال‌های پس از ازدواج دایانا، شاهدخت ولز و چارلز، شاهزاده ولز ساخته شده‌است و روایتی از تصمیم دایانا برای پایان دادن به ازدواجش با شاهزاده چارلز و ترک خانواده سلطنتی بریتانیا است. کریستن استوارت و جک فارذینگ به‌ترتیب در نقش دایانا و چارلز ایفای نقش می‌کنند. تیموتی اسپال، شان هریس و سالی هاوکینز از بازیگران فیلم هستند.
اسپنسر در ۳ سپتامبر ۲۰۲۱ برای نخستین بار در رقابت‌های هفتاد و هشتمین جشنواره فیلم بین‌المللی ونیز به نمایش درآمد. این فیلم در ۵ نوامبر ۲۰۲۱ از طریق نئون به‌صورت سینمایی در ایالات متحده منتشر شد. این فیلم عموماً نقدهای مثبتی را از سوی منتقدان دریافت کرد و نقش‌آفرینی استوارت با ستایش منتقدان همراه بود. استوارت نامزد دریافت جوایز گلدن گلوب و اسکار در رشتهٔ بهترین بازیگر زن شد.